# Râul Crișan, Galbena
Râul Crișan este un curs de apă, afluent al râului Galbena.

## Hărți
- Harta munții Bihor-Vlădeasa  Arhivat în 9 iunie 2008, la Wayback Machine.
- Harta munții Apuseni